# Chemnitzer Fußballclub 2004-2005
Questa voce raccoglie le informazioni riguardanti il Chemnitzer Fußballclub nelle competizioni ufficiali della stagione 2004-2005.

## Stagione
Nella stagione 2004-2005 il Chemnitz, allenato da Frank Rohde, Dirk Barsikow e Dietmar Demuth, concluse il campionato di Regionalliga nord al 15º posto.

## Rosa
| N. |                                 | Ruolo | Calciatore         |
| -- | ------------------------------- | ----- | ------------------ |
| 1  | Germania (bandiera)             | P     | Steffen Süßner     |
| 2  | Germania (bandiera)             | C     | Nico Kanitz        |
| 4  | Germania (bandiera)             | D     | Markus Ahlf        |
| 5  | Germania (bandiera)             | C     | Falk Schindler     |
| 6  | Germania (bandiera)             | C     | Tomislav Zivic     |
| 7  | Germania (bandiera)             | C     | Kay-Uwe Jendrossek |
| 8  | Bosnia ed Erzegovina (bandiera) | C     | Semir Devoli       |
| 9  | Germania (bandiera)             | C     | René Stark         |
| 10 | Nigeria (bandiera)              | C     | Chibuike Okeke     |
| 11 | Germania (bandiera)             | D     | Ulf Mehlhorn       |
| 12 | Germania (bandiera)             | P     | Sebastian Klömich  |
| 13 | Germania (bandiera)             | C     | Mario Fillinger    |
| 14 | Germania (bandiera)             | D     | Christian Kunert   |

| N. |                     | Ruolo | Calciatore       |
| -- | ------------------- | ----- | ---------------- |
| 15 | Germania (bandiera) | D     | Daniel Göhlert   |
| 16 | Germania (bandiera) | D     | Sven Kutzner     |
| 16 | Germania (bandiera) | A     | Sebastian Meyer  |
| 17 | Germania (bandiera) | C     | Robin Lenk       |
| 17 | Germania (bandiera) | A     | Kenny Schmidt    |
| 18 | Germania (bandiera) | A     | Sebastian Arzt   |
| 19 | Germania (bandiera) | D     | Tobias Becker    |
| 20 | Germania (bandiera) | P     | Ralf Sommerfeldt |
| 21 | Germania (bandiera) | A     | Steve Rolleder   |
| 22 | Brasile (bandiera)  | A     | Fábio Pinto      |
| 23 | Germania (bandiera) | D     | Sascha Gillert   |
| 24 | Germania (bandiera) | D     | Mike Baumann     |
| 25 | Belgio (bandiera)   | A     | Olivio Calicchio |

## Organigramma societario
Area tecnica
- Allenatore: Dietmar Demuth
- Allenatore in seconda: Hermann Kretschmann
- Preparatore dei portieri:
- Preparatori atletici:
- Analisi video:

## Calciomercato

### Sessione estiva
| Acquisti | Acquisti           | Acquisti       | Acquisti |
| R.       | Nome               | da             | Modalità |
| -------- | ------------------ | -------------- | -------- |
| C        | Kay-Uwe Jendrossek | Erzgebirge Aue |          |
| C        | Nico Kanitz        | Sachsen Lipsia |          |
| C        | Lirim Midzaiti     | Berliner AK 07 |          |
| C        | René Stark         | Sachsen Lipsia |          |

| Cessioni | Cessioni         | Cessioni      | Cessioni |
| R.       | Nome             | a             | Modalità |
| -------- | ---------------- | ------------- | -------- |
| C        | Andreas Biermann | Neuruppin     |          |
| A        | Krystian Prymula | Neuruppin     |          |
| C        | Aleksandar Simic | Neuruppin     |          |
| C        | Ifet Taljević    | St. Pauli     |          |
| D        | Sven Teichmann   | Hessen Kassel |          |

### Sessione invernale
| Acquisti | Acquisti         | Acquisti    | Acquisti |
| R.       | Nome             | da          | Modalità |
| -------- | ---------------- | ----------- | -------- |
| C        | Semir Devoli     | Paderborn   |          |
| A        | Olivio Calicchio | Seraing RUL |          |

| Cessioni | Cessioni       | Cessioni             | Cessioni |
| R.       | Nome           | a                    | Modalità |
| -------- | -------------- | -------------------- | -------- |
| C        | Lirim Midzaiti | Optik Rathenow       |          |
| A        | Stefan Meißner | Wolfsburg II         |          |
| C        | Nico Stein     | VfB Fortuna Chemnitz |          |
| C        | Tino Wächtler  | VfB Fortuna Chemnitz |          |

## Risultati

### Regionalliga

#### Girone di andata
| 31 luglio 2004 1ª giornata |  | – turno di riposo |  |  |

| Chemnitz 7 agosto 2004, ore 14:00 CEST 2ª giornata | Chemnitz | 0 – 0 referto | Werder Brema II | Stadion an der Gellertstraße (2 412 spett.)\| Arbitro: \| Kinhöfer \| |
| Arbitro:                                           | Kinhöfer |               |                 |                                                                       |

| Arbitro: | Stachowiak |

|             |           |  |
| Schäper 89’ | Marcatori |  |

| Arbitro: | Joerend |

|  |           |                   |
|  | Marcatori | 89’ (rig.) Rische |

| Arbitro: | Metzen |

|                             |           |  |
| Bingana 1’ Makiadi 71’, 88’ | Marcatori |  |

| Chemnitz 28 agosto 2004, ore 14:00 CEST 6ª giornata | Chemnitz       | 0 – 0 referto | Uerdingen 05 | Stadion an der Gellertstraße (2 400 spett.)\| Arbitro: \| Schempershauwe \| |
| Arbitro:                                            | Schempershauwe |               |              |                                                                             |

| Arbitro: | Hagen |

|                       |           |                      |
| Schmidt 4’ Ludwig 20’ | Marcatori | 80’ (rig.) Schindler |

| Arbitro: | Frank |

|  |           |                         |
|  | Marcatori | 14’ Reckert 37’ Tavarez |

| Arbitro: | Kleve |

|                                                |           |          |
| Piorunek 25’ Tornieporth 40’ Breitenreiter 65’ | Marcatori | 75’ Karl |

| Arbitro: | Kasper |

|  |           |            |
|  | Marcatori | 29’ Bröker |

| Arbitro: | Metzen |

|                           |           |                                    |
| Nouri 4’ Stark 86’ (aut.) | Marcatori | 13’ Karl 76’ Schindler 84’ Göhlert |

| Arbitro: | Rosenkranz |

|  |           |        |
|  | Marcatori | 4’ Sen |

| Amburgo 15 ottobre 2004, ore 19:30 CEST 13ª giornata | St. Pauli | 0 – 0 referto | Chemnitz | Millerntor-Stadion (15 762 spett.)\| Arbitro: \| Otte \| |
| Arbitro:                                             | Otte      |               |          |                                                          |

| Arbitro: | Fischer |

|          |           |  |
| Lenk 38’ | Marcatori |  |

| Paderborn 30 ottobre 2004, ore 14:00 CEST 15ª giornata | Paderborn | 0 – 0 referto | Chemnitz | Hermann-Löns-Stadion (2 129 spett.)\| Arbitro: \| Kleve \| |
| Arbitro:                                               | Kleve     |               |          |                                                            |

| Arbitro: | Kasper |

|                                                          |           |          |
| Pinto 28’ Okeke 40’ Mehlhorn 45’ Fillinger 63’ Meyer 87’ | Marcatori | 7’ Loose |

| Arbitro: | Bornhöft |

|              |           |               |
| Seggewiß 80’ | Marcatori | 65’ Fillinger |

| Arbitro: | Metzger |

|                          |           |            |
| Kanitz 24’ Fillinger 73’ | Marcatori | 69’ Pasini |

| Arbitro: | Steinhaus-Webb |

|                                |           |  |
| Schweinsteiger 30’ Neumann 76’ | Marcatori |  |

#### Girone di ritorno
| 4 dicembre 2004 20ª giornata |  | – turno di riposo |  |  |

| Brema 12 dicembre 2004, ore 14:00 CET 21ª giornata | Werder Brema II | 0 – 0 referto | Chemnitz | Weserstadion - Platz 11 (300 spett.)\| Arbitro: \| Thielert \| |
| Arbitro:                                           | Thielert        |               |          |                                                                |

| Chemnitz 19 febbraio 2005, ore 14:00 CET 22ª giornata | Chemnitz | 0 – 0 referto | Preußen Münster | Stadion an der Gellertstraße (2 510 spett.)\| Arbitro: \| Kuhl \| |
| Arbitro:                                              | Kuhl     |               |                 |                                                                   |

| Arbitro: | Anklam |

|                    |           |               |
| Graf 2’ Jülich 76’ | Marcatori | 88’ Fillinger |

| Arbitro: | Melms |

|                       |           |  |
| Okeke 16’ Göhlert 55’ | Marcatori |  |

| Arbitro: | Metzger |

|  |           |                                 |
|  | Marcatori | 5’ Fillinger 61’ Okeke 87’ Lenk |

| Arbitro: | Joerend |

|           |           |  |
| Pinto 25’ | Marcatori |  |

| Arbitro: | Henschel |

|               |           |  |
| Stuckmann 30’ | Marcatori |  |

| Arbitro: | Hagen |

|          |           |  |
| Lenk 70’ | Marcatori |  |

| Arbitro: | Otte |

|                       |           |                             |
| Chitsulo 3’ Lejan 30’ | Marcatori | 49’ Schindler 85’ Calicchio |

| Arbitro: | Grudzinski |

|  |           |                        |
|  | Marcatori | 15’, 67’ Reichenberger |

| Arbitro: | Bippen |

|                      |           |  |
| Adewunmi 3’ Zott 28’ | Marcatori |  |

| Arbitro: | Borsch |

|                                 |           |  |
| Devoli 13’ Schindler 66’ (rig.) | Marcatori |  |

| Arbitro: | Jauch |

|                     |           |           |
| Hauswald 48’ (rig.) | Marcatori | 9’ Kanitz |

| Chemnitz 7 maggio 2005, ore 14:00 CEST 34ª giornata | Chemnitz | 0 – 0 referto | Paderborn | Stadion an der Gellertstraße (2 610 spett.)\| Arbitro: \| Seemann \| |
| Arbitro:                                            | Seemann  |               |           |                                                                      |

| Arbitro: | Kemmling |

|                                                     |           |                                             |
| Şirin 17’ Rump 28’ (rig.) Wieczorek 69’ Schmidt 83’ | Marcatori | 20’ (aut.) Özkara 72’ Calicchio 76’ Schmidt |

| Arbitro: | Bornhöft |

|                                   |           |               |
| Devoli 8’ Okeke 79’ Fillinger 90’ | Marcatori | 90’ Steegmann |

| Arbitro: | Grudzinski |

|             |           |  |
| Podszus 69’ | Marcatori |  |

| Arbitro: | Kempter |

|  |           |          |
|  | Marcatori | 4’ Kampf |

## Statistiche

### Statistiche di squadra
| Competizione      | Punti | In casa | In casa | In casa | In casa | In casa | In casa | In trasferta | In trasferta | In trasferta | In trasferta | In trasferta | In trasferta | Totale | Totale | Totale | Totale | Totale | Totale | DR |
| Competizione      | Punti | G       | V       | N       | P       | Gf      | Gs      | G            | V            | N            | P            | Gf           | Gs           | G      | V      | N      | P      | Gf     | Gs     | DR |
| ----------------- | ----- | ------- | ------- | ------- | ------- | ------- | ------- | ------------ | ------------ | ------------ | ------------ | ------------ | ------------ | ------ | ------ | ------ | ------ | ------ | ------ | -- |
| Regionalliga nord | 40    | 18      | 8       | 4       | 6       | 17      | 11      | 18           | 2            | 6            | 10           | 16           | 27           | 36     | 10     | 10     | 16     | 33     | 38     | -5 |
| Totale            | 40    | 18      | 8       | 4       | 6       | 17      | 11      | 18           | 2            | 6            | 10           | 16           | 27           | 36     | 10     | 10     | 16     | 33     | 38     | -5 |

### Andamento in campionato
| Giornata  | 1  | 2  | 3  | 4  | 5  | 6  | 7  | 8  | 9  | 10 | 11 | 12 | 13 | 14 | 15 | 16 | 17 | 18 | 19 | 20 | 21 | 22 | 23 | 24 | 25 | 26 | 27 | 28 | 29 | 30 | 31 | 32 | 33 | 34 | 35 | 36 | 37 | 38 |
| --------- | -- | -- | -- | -- | -- | -- | -- | -- | -- | -- | -- | -- | -- | -- | -- | -- | -- | -- | -- | -- | -- | -- | -- | -- | -- | -- | -- | -- | -- | -- | -- | -- | -- | -- | -- | -- | -- | -- |
| Luogo     |    | C  | T  | C  | T  | C  | T  | C  | T  | C  | T  | C  | T  | C  | T  | C  | T  | C  | T  |    | T  | C  | T  | C  | T  | C  | T  | C  | T  | C  | T  | C  | T  | C  | T  | C  | T  | C  |
| Risultato |    | N  | P  | P  | P  | N  | P  | P  | P  | P  | V  | P  | N  | V  | N  | V  | N  | V  | P  |    | N  | N  | P  | V  | V  | V  | P  | V  | N  | P  | P  | V  | N  | N  | P  | V  | P  | P  |
| Posizione | 14 | 12 | 16 | 17 | 18 | 18 | 19 | 19 | 19 | 19 | 18 | 18 | 18 | 17 | 18 | 16 | 17 | 15 | 15 | 16 | 16 | 16 | 18 | 16 | 15 | 11 | 15 | 13 | 14 | 15 | 15 | 15 | 15 | 15 | 15 | 13 | 15 | 15 |

Legenda:

Luogo: C = Casa; T = Trasferta. Risultato: V = Vittoria; N = Pareggio; P = Sconfitta.

### Statistiche dei giocatori
| M. Ahlf        | 28 | 0 | 1 | 0 |
| S. Arzt        | 3  | 0 | 0 | 0 |
| M. Baumann     | 12 | 0 | 0 | 0 |
| T. Becker      | 8  | 0 | 1 | 0 |
| O. Calicchio   | 12 | 2 | 1 | 1 |
| S. Devoli      | 14 | 2 | 4 | 0 |
| M. Fillinger   | 33 | 6 | 4 | 0 |
| S. Gillert     | 21 | 0 | 1 | 0 |
| D. Göhlert     | 34 | 2 | 5 | 0 |
| K. Jendrossek  | 6  | 0 | 2 | 1 |
| N. Kanitz      | 31 | 2 | 5 | 0 |
| S. Karl        | 20 | 2 | 6 | 0 |
| S. Klömich     | 8  | 0 | 0 | 0 |
| C. Kunert      | 1  | 0 | 0 | 0 |
| S. Kutzner     | 0  | 0 | 0 | 0 |
| R. Lenk        | 23 | 3 | 5 | 0 |
| U. Mehlhorn    | 25 | 1 | 4 | 0 |
| S. Meißner     | 8  | 0 | 1 | 0 |
| S. Meyer       | 32 | 1 | 3 | 0 |
| L. Midzaiti    | 1  | 0 | 0 | 0 |
| C. Okeke       | 23 | 4 | 2 | 0 |
| F. Pinto       | 27 | 2 | 1 | 0 |
| C. Priso       | 4  | 0 | 1 | 0 |
| S. Rolleder    | 5  | 0 | 2 | 0 |
| F. Schindler   | 31 | 4 | 3 | 0 |
| K. Schmidt     | 11 | 1 | 1 | 1 |
| R. Sommerfeldt | 0  | 0 | 0 | 0 |
| R. Stark       | 27 | 0 | 4 | 2 |
| S. Süßner      | 28 | 0 | 1 | 1 |
| T. Wächtler    | 3  | 0 | 0 | 1 |
| T. Zivic       | 7  | 0 | 1 | 0 |